# نهر جاديس
نهر جاديس هو نهر في جنوب سومطرة، إندونيسيا.